# Гуго Болін
А́ксель Гу́го Бо́лін (англ. Axel Hugo Bolin; нар. 24 липня 2003, Бурос) — шведський футболіст, півзахисник клубу «Мальме» та збірної Швеції.

## Клубна кар'єра
Почав займатися футболом в юнацькій команді «Шемаркен». 2019 року дебютував у професіональному футболі в складі «Сандареда» в четвертому дивізіоні, за який провів 3 матчі та забив 1 гол.
Влітку 2019 року приєднався до мололіжної команди «Мальме». 13 жовтня 2021 року дебютував в основному складі «Мальме» в матчі Кубка Швеції проти «Унсали», вийшовши на заміну Антоніо Чолаку. Наприкінці сезону підписав з клубом професіональний контракт, розрахований на три роки.
10 січня 2022 року на правах оренди перейшов в «Олімпік» до кінця сезону. 2 квітня 2022 року дебютував за команду в матчі Еттана проти «Квідінга». 9 квітня в поєдинку проти «Твоокера» забив свій перший гол за «Олімпік». Всього за час оренди провів 29 зустрічей за «Олімпік», відзначившись 8 м'ячами.
Після завершення оренди повернувся до «Мальме» і 23 лютого 2023 року продовжив контракт з командою до 2026 року. 30 квітня дебютував у чемпіонаті Швеції в матчі з «Гаммарбю», замінивши Серхіо Пенью.
23 серпня 2023 року відправлений в оренду в «Дегерфорс» до кінця сезону. Дебютував за «Дегерфорс» 27 серпня в матчі Аллсвенскан проти «Юргордена», вийшовши в стартовому складі. 28 жовтня в поєдинку Аллсвенскан проти «Варбергса» забив свій перший гол за команду. Всього за час оренди провів 9 зустрічей за «Варбергс», в яких відзначився 1 голом.
24 травня 2024 року в поєдинку Аллсенскан проти «Кальмара» забив свій перший гол за «Мальме». 23 липня 2024 року в матчі кваліфікації Ліги чемпіонів УЄФА проти фарерського «Клаксвіка» дебютував у єврокубках, відзначившись також і забитим голом. За підсумками серпня 2024 року був визнаний гравцем місяця Аллсвенскан.

## Кар'єра в збірній
Виступав за збірні Швеції до 17 і до 21 року.
6 жовтня 2024 року вперше викликаний до збірної Швеції головним тренером Йон-Далем Томассоном для участі в матчах Ліги націй УЄФА проти збірних Словаччини та Естонії. 14 жовтня в поєдинку з Естонією дебютував за збірну Швеції, вийшовши на заміну Себастіану Нанасі.

## Статистика виступів

### Клубна статистика
Станом на 12 серпня 2025 
| Клуб              | Сезон             | Чемпіонат         | Чемпіонат | Чемпіонат | Кубок | Кубок | Єврокубки | Єврокубки | Інші  | Інші | Всього | Всього |
| Клуб              | Сезон             | Дивізіон          | Матчі     | Голи      | Матчі | Голи  | Матчі     | Голи      | Матчі | Голи | Матчі  | Голи   |
| ----------------- | ----------------- | ----------------- | --------- | --------- | ----- | ----- | --------- | --------- | ----- | ---- | ------ | ------ |
| Мальме            | 2021              | Аллсвенскан       | 0         | 0         | 1     | 0     | —         | —         | 0     | 0    | 1      | 0      |
| Мальме            | 2023              | Аллсвенскан       | 7         | 0         | 3     | 0     | —         | —         | 0     | 0    | 10     | 0      |
| Мальме            | 2024              | Аллсвенскан       | 25        | 10        | 4     | 0     | 14        | 2         | 0     | 0    | 44     | 12     |
| Мальме            | 2025              | Аллсвенскан       | 18        | 3         | 7     | 0     | 7         | 0         | 0     | 0    | 32     | 3      |
| Мальме            | Всього            | Всього            | 50        | 13        | 15    | 0     | 21        | 2         | 0     | 0    | 86     | 16     |
| → Олімпік         | 2022              | Еттан             | 29        | 8         | 0     | 0     | —         | —         | 0     | 0    | 29     | 8      |
| → Дегерфорс       | 2023              | Аллсвенскан       | 9         | 1         | 0     | 0     | —         | —         | 0     | 0    | 9      | 1      |
| Всього за кар'єру | Всього за кар'єру | Всього за кар'єру | 88        | 23        | 13    | 0     | 21        | 2         | 0     | 0    | 122    | 24     |

1. ↑  6 матчів і 2 голи в Лізі чемпіонів УЄФА, 7 матчів у Лізі Європи УЄФА
2. ↑  Матчі в Лізі чемпіонів УЄФА

### Міжнародна статистика
Станом на 10 червня 2025 
| Збірна            | Сезон             | Товариські | Товариські | Офіційні | Офіційні | Всього | Всього |
| Збірна            | Сезон             | Матчі      | Голи       | Матчі    | Голи     | Матчі  | Голи   |
| ----------------- | ----------------- | ---------- | ---------- | -------- | -------- | ------ | ------ |
| Швеція            |                   |            |            |          |          |        |        |
| 2024              | 0                 | 0          | 1          | 0        | 1        | 0      |        |
| 2025              | 1                 | 0          | 0          | 0        | 1        | 0      |        |
| Всього за кар'єру | Всього за кар'єру | 1          | 0          | 1        | 0        | 2      | 0      |

### Матчі за збірну
Станом на 10 червня 2025 
| Матчі Гуго Боліна за збірну Швецію | Матчі Гуго Боліна за збірну Швецію | Матчі Гуго Боліна за збірну Швецію | Матчі Гуго Боліна за збірну Швецію | Матчі Гуго Боліна за збірну Швецію | Матчі Гуго Боліна за збірну Швецію | Матчі Гуго Боліна за збірну Швецію | Матчі Гуго Боліна за збірну Швецію |
| №                                  | Дата                               | Суперник                           | Рахунок                            | Голи                               | Картки                             | Хвилини                            | Змагання                           |
| ---------------------------------- | ---------------------------------- | ---------------------------------- | ---------------------------------- | ---------------------------------- | ---------------------------------- | ---------------------------------- | ---------------------------------- |
| 1                                  | 14 жовтня 2024                     | Естонія                            | 3–0                                |                                    |                                    | 18'                                | Ліга націй УЄФА 2024–25 (C)        |
| 2                                  | 10 червня 2025                     | Алжир                              | 4–3                                |                                    |                                    | 10'                                | Товариський матч                   |

Всього: 2 матчі / 0 голів; 2 перемоги, 0 нічиїх, 0 поразок.

## Досягнення
«Мальме»
- Чемпіон Швеції (2): 2023[26], 2024[27]
- Володар Кубка Швеції: 2023–24[28]

Особисті досягнення
- Гравець місяця Аллсвенскан: серпень 2024[29]